# Hawajka długodzioba
Hawajka długodzioba (Akialoa lanaiensis) – gatunek małego ptaka z rodziny łuszczakowatych (Fringillidae). Występował endemicznie na hawajskiej wyspie Lānaʻi. Widziany po raz ostatni w 1894 – niecałe dwa lata po odkryciu. Uznany za wymarły.

## Taksonomia
Po raz pierwszy gatunek opisał Walter Rothschild w 1893 na łamach Bulletin of the British Ornithologists’ Club. Nowemu gatunkowi nadał nazwę Hemignathus lanaiensis. Obecnie (2021) Międzynarodowy Komitet Ornitologiczny umieszcza hawajkę długodziobą w rodzaju Akialoa. Uznaje ją za gatunek monotypowy. Gatunek znany z 3 okazów muzealnych, przechowywanych w zbiorach w Tring i Nowym Jorku. Zostały odłowione w okresie od 15 do 22 listopada 1892, najprawdopodobniej przez  E.B. Wolstenholme’a, nie Henry’ego Palmera, jak się przypuszcza.

## Morfologia
Długość ciała wynosiła około 16,5 cm. Dziób mierzył około 74–79 mm, skrzydła 79–84 mm (oryginalne wymiary podane w calach). Samiec miał oliwkowozielony wierzch ciała i brudnożółty spód z kremowymi pokrywami podogonowymi. Samicę cechował oliwkowy, nieco szarawy wierzch ciała i żółty brzuch. Dziób czarny. Tęczówka brązowa, nogi łupkowoniebieskie, podeszwy żółtawe.

## Zasięg, ekologia, zachowanie
Hawajki długodziobe zamieszkiwały Lānaʻi; szczątki subfosylne, które należały być może do przedstawicieli gatunku, odnaleziono na Molokaʻi. Hawajki te zamieszkiwały różne lasy powyżej 200 m n.p.m., żywiły się owadami (w tym chrząszczami) i nektarem Cyanea angustifolia (Hāhā). Były to ptaki skryte, o locie szybkim i prostym. Miały odzywać się czystym gwizdem, nieco głuchym, trudnym do opisania słowami.

## Status
IUCN uznaje gatunek za wymarły (EX, Extinct). Ostatnia pewna obserwacja miała miejsce 9 stycznia 1894. Przyczyną wymarcia było niszczenie środowiska oraz choroby zakaźne, możliwe że również drapieżnictwo ze strony introdukowanych gatunków. Zdaniem George’a C. Munro za wymarcie hawajki długodziobej odpowiada wycinka lasów Euphorbia celastroides var. lorifolia pod uprawy ananasów.